# 拉蒙·莫拉莱斯
拉蒙·莫拉莱斯（西班牙語：Ramón Morales，1975年10月10日—），墨西哥男子足球运动员，司职中场。他曾代表墨西哥国家队参加2002年和2006年国际足联世界杯，两届比赛均止步十六强赛。